# Center for Dykning
Center for Dykning (DYC), tidligere benævnt Søværnets Dykkerskole og Søværnets Dykkerkursus, er et af flere kompetencecentre under Søværnets Skole. Centret har hjemme på Marinestation København i København, hvor også Søværnets Officersskole og Center for Teknik har hjemme.
DYC uddanner erhvervsdykkere, der fungerer som skibs- og minedykkere i søværnet, og erhvervsdykkere til bl.a. Københavns Brandvæsens pionertjeneste.